# Bæjarnesfjall
Bæjarnesfjall är ett berg i republiken Island. Det ligger i regionen Västfjordarna, 160 km norr om huvudstaden Reykjavík. Toppen på Bæjarnesfjall är 504 meter över havet.
Trakten runt Bæjarnesfjall är nära nog obefolkad, med mindre än två invånare per kvadratkilometer. Det finns inga samhällen i närheten. Trakten runt Bæjarnesfjall består i huvudsak av gräsmarker.